# Метисация

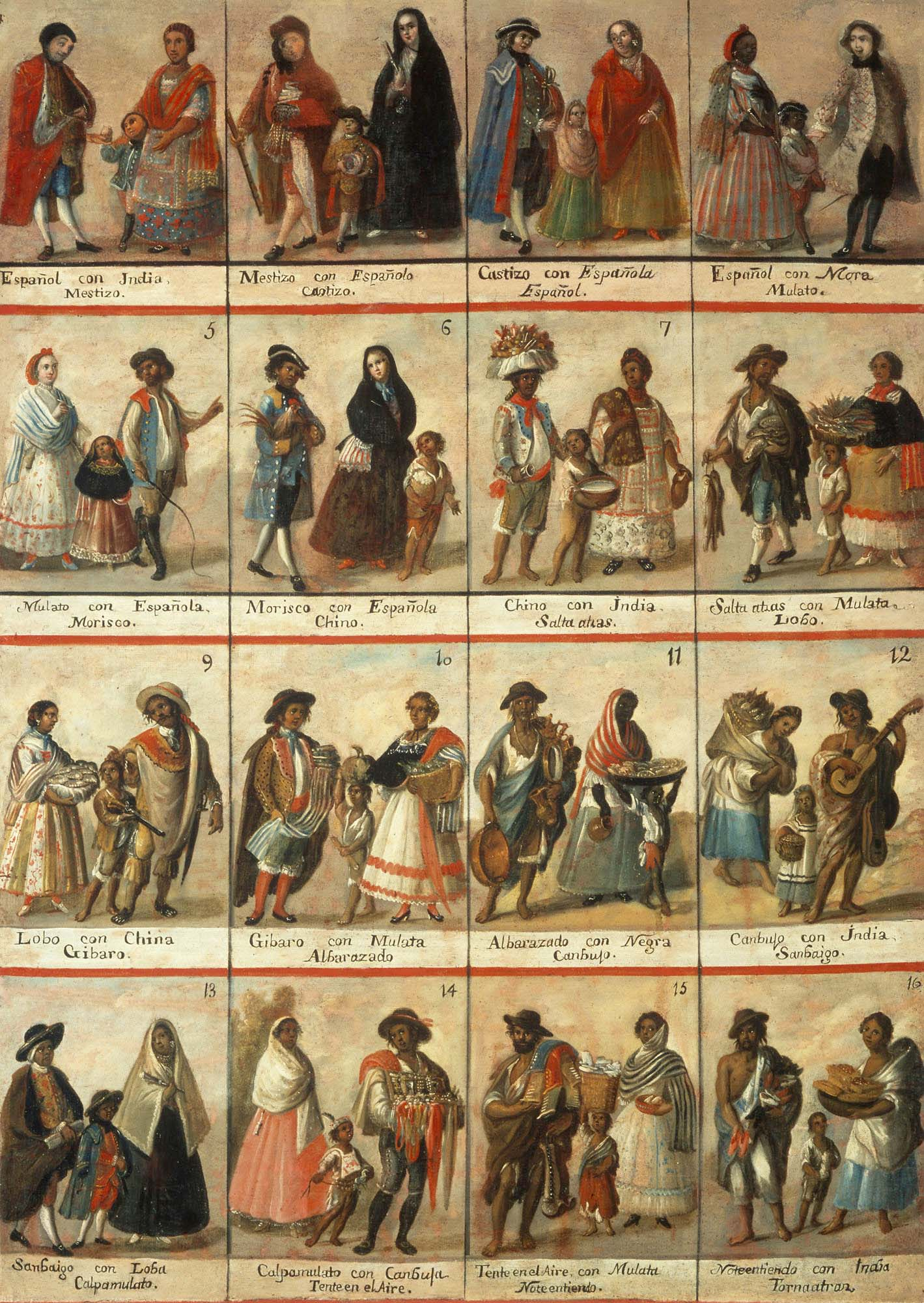
Las castas. Аноним, XVIII век, Мексика. Картина изображает различные комбинации рас в колониальной Мексике

Метиса́ция (от лат. mixticius букв. смешение; также мисгенация или миксгенация от миксус и генус букв. «смешанные гены, смешанная родословная») — физическое смешение (половые контакты с последующим появлением генетически смешанного потомства) разных популяций людей, принадлежащих как к близким, так и к разным, особенно удалённым друг от друга этносам и расам.
В ряде стран метисация вызывает или вызывала традиционно негативную реакцию на бытовом уровне (нацистская расовая политика, «правило одной капли крови», апартеид, сегрегация и т. д.). Для борьбы с метисацией были брошены административные, политические и социальные ресурсы многих стран на протяжении столетий (США, Британская империя, Германия, ЮАР, Нидерланды). Так, в США до 1967 года действовали антиметисационные законы; в ЮАР запрет на межрасовые браки был снят лишь в 1985 году. В одном из главных шиитских сборников хадисов «Аль-Кафи» содержатся указания на нежелательность вступления в брак с чернокожими.

## Этимология

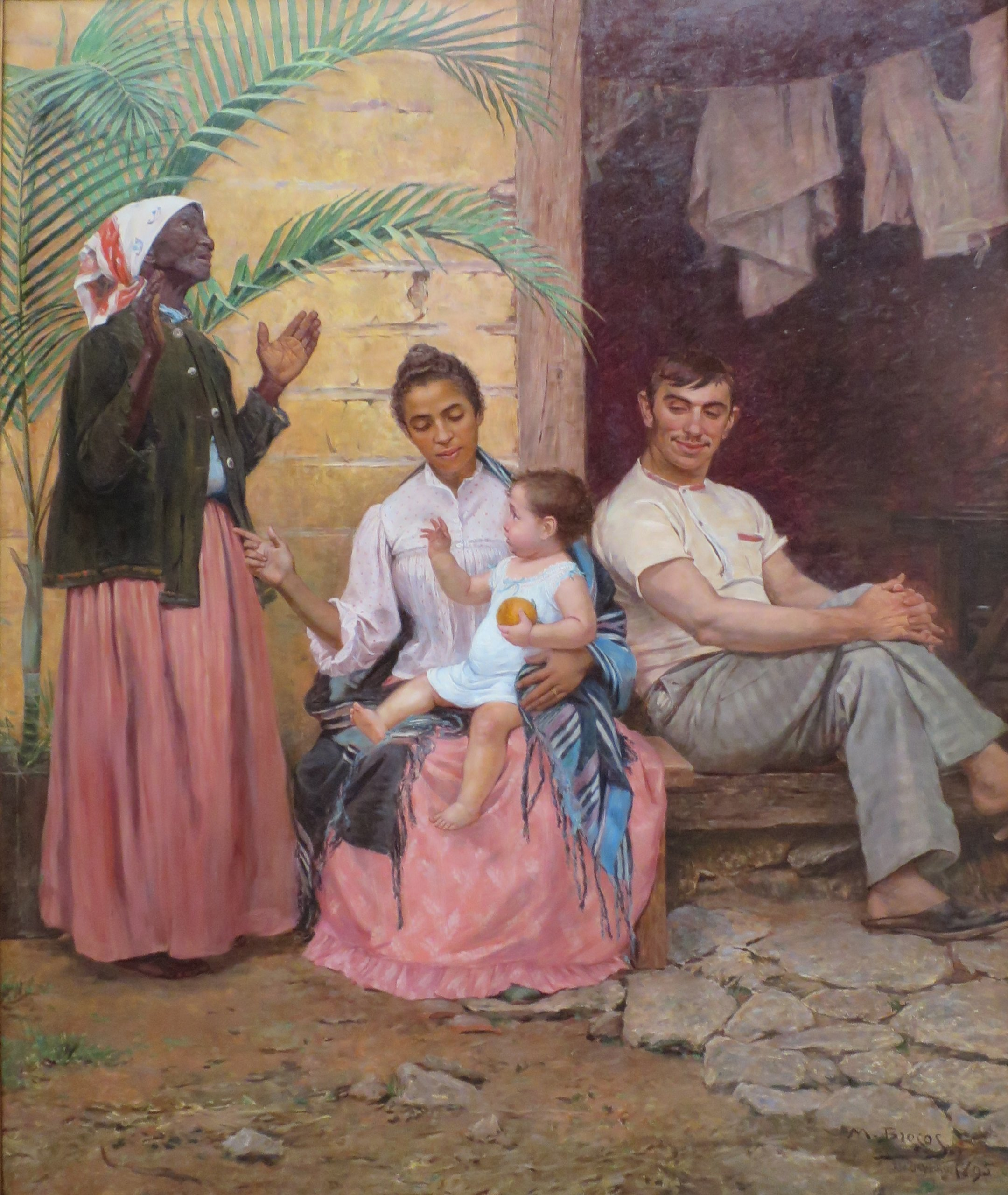
Картина «Искупление Хама» бразильского художника Модесто Брокоса, изображающая бразильскую семью в трёх поколениях

Изначально, в эпоху Римской империи, термин употреблялся по отношению к животным. В эпоху Великих географических открытий испанцы, португальцы и французы обозначали им смешанных детей от контактов европейцев с местным автохтонным населением. Метисация происходит путём расширения круга брачных связей популяции (см. Эндогамия). В более узком смысле — это смешение представителей разных рас и антропологических типов. Потомка от межрасовых браков называют метис (хотя в странах Латинской Америки это слово используется исключительно для обозначения потомков от смешения белых и индейцев). Они сочетают признаки обоих типов или приближаются к одному из исходных типов.

## Географические вариации
Известны разновидности смешанных типов, в зависимости от того, представители каких рас являются предками: мулат, самбо, квартерон, квинтерон и др. Данные термины варьируют также в зависимости от языка, языкового пространства, языкового варианта: так, в португальском языке Бразилии метисы именуются кабокло; трёхрасовые смеси — парду (букв. коричневые), самбо в Мексике называются лобо (букв. «волки»).